# Martin Krusche
Martin Krusche (* 1966 in München) ist ein deutscher Jazzmusiker (Saxophon und Komposition).

## Leben und Wirken
Martin Krusche erhielt nach seinem Studium in Würzburg ein Stipendium an der New School in New York City. Danach zog er nach New Orleans, wo er mehrere Jahre lebte. Dort nahm er 2000 im Jazzclub Snug Harbor mit Nicholas Payton, dem Pianisten Victor Atkins, dem Bassisten David Pulphus und dem Schlagzeuger Geoff Clapp das Album „Friendship Pagoda“ für das Naxos Jazz-Label auf. In Deutschland spielte er danach mit seinem Quintett aus Peter Tuscher (Trompete), Michael Flügel (Piano), Martin Zenker (Bass), Billy Elgart (Schlagzeug).
Aktuell arbeitet Martin Krusche mit seiner Formation Magnetic Ear/Nola aus Jürgen Hahn (Trompete), Johannes Fink (Bass), Philip Bernhardt (Schlagzeug). Stilistisch orientiert sich Krusche an John Coltrane.